# Алвес Раймундо, Фелипе
Фели́пе А́лвес Райму́ндо, либо просто Фели́пе А́лвес (порт. Felipe Alves Raymundo; род. 21 мая 1988 в Сан-Паулу) — бразильский футболист, вратарь клуба «Сан-Паулу».

## Биография
Фелипе Алвес — воспитанник футбольной академии «Паулисты» их Жундиая. В основном составе родного клуба дебютировал 29 марта 2009 года в матче чемпионата штата Сан-Паулу против «Итуано». Тогда Алвес вышел на замену основному вратарю команды Андре Луису. Игра завершилась со счётом 0:0. В 2011 году на правах аренды провёл несколько месяцев в салвадорской «Витории». В этой команде 9 июля дебютировал в Серии B чемпионата Бразилии. На своём поле «Витория» разгромила «Брагантино» со счётом 4:1.
В 2012 году перешёл в «Атлетико Сорокабу». С 2014 по 2018 год выступал за «Озаску Аудакс», однако четырежды отдавался в аренду — в «Гуаратингету», «Парану» и дважды (в 2016 и 2017) — в «Оэсте». В 2018 году был запасным вратарём в «Атлетико Паранаэнсе». Сыграл шесть матчей в чемпионате Бразилии и был в заявке в розыгрыше Южноамериканского кубка, который в итоге завоевал «ураган». Именно в футболке «Атлетико Паранаэнсе» Фелипе Алвес дебютировал в Серии A чемпионата Бразилии. Это случилось 3 июня 2018 года в гостевой игре против «Америки Минейро», в которой «красно-чёрные» уступили со счётом 1:3.
С 2019 года Фелипе Алвес стал игроком «Форталезы». В этой команде вратарь стал важным игроком основного состава. Трижды подряд он помогал «львам» выиграть чемпионат штата Сеара, а в 2019 году завоевал Кубок Нордэсте (однако в этом турнире Алвес был запасным вратарём). В феврале 2022 года Фелипе Алвес был отдан в аренду в «Жувентуде». После того, как в конце июля того же года в «Сан-Паулу» возникли проблемы с вратарями, «трёхцветный» клуб в срочном порядке арендовал Алвеса у «Форталезы». Уже через два дня после объявления об аренде, 31 июля 2022 года, Фелипе Алвес дебютировал в воротах новой команды. В гостевом матче чемпионата Бразилии «Сан-Паулу» уступил «Атлетико Паранаэнсе» со счётом 0:1.
Фелипе Алвес помог своей команде выйти в финал Южноамериканского кубка 2022. Он стал одним из героев в послематчевой серии пенальти против «Сеары» в 1/4 финала, отразив один удар и вынудив ошибиться одного из лучших пенальтистов соперника Вину. Первый полуфинал против «Атлетико Гоияниенсе» «Сан-Паулу» уступил со счётом 1:3, причём защищавший ворота «паулистас» Жандрей подвергся резкой критике болельщиков. В ответной домашней игре Рожерио Сени выпустил в основе Алвеса, который сохранил свои ворота «сухими» — «Сан-Паулу» выиграл 2:0, и также был сильнее в серии пенальти — 4:2.

## Титулы и достижения
Командные
- Чемпион штата Сеара (3): 2019, 2020, 2021
- Обладатель Кубка Нордесте (1): 2019 (не играл)
- Обладатель Южноамериканского кубка (1): 2018 (не играл)

Личные
- Лучший вратарь чемпионата штата Сеара (2): 2019, 2020